# Forami del corpo umano
In anatomia, i forami sono aperture interne all'organismo, delimitate da tessuti biologici (in genere ossei), che servono per il passaggio di organi, come vasi sanguigni, vasi linfatici e nervi, attraverso altri. Di seguito sono elencati i forami del corpo umano.

## Fori ossei del Cranio
Il cranio umano è un insieme di ossa con molti fori, canali e fessure. La maggior parte di questi passaggi sono localizzati sulla base cranica internamente ed esternamente.

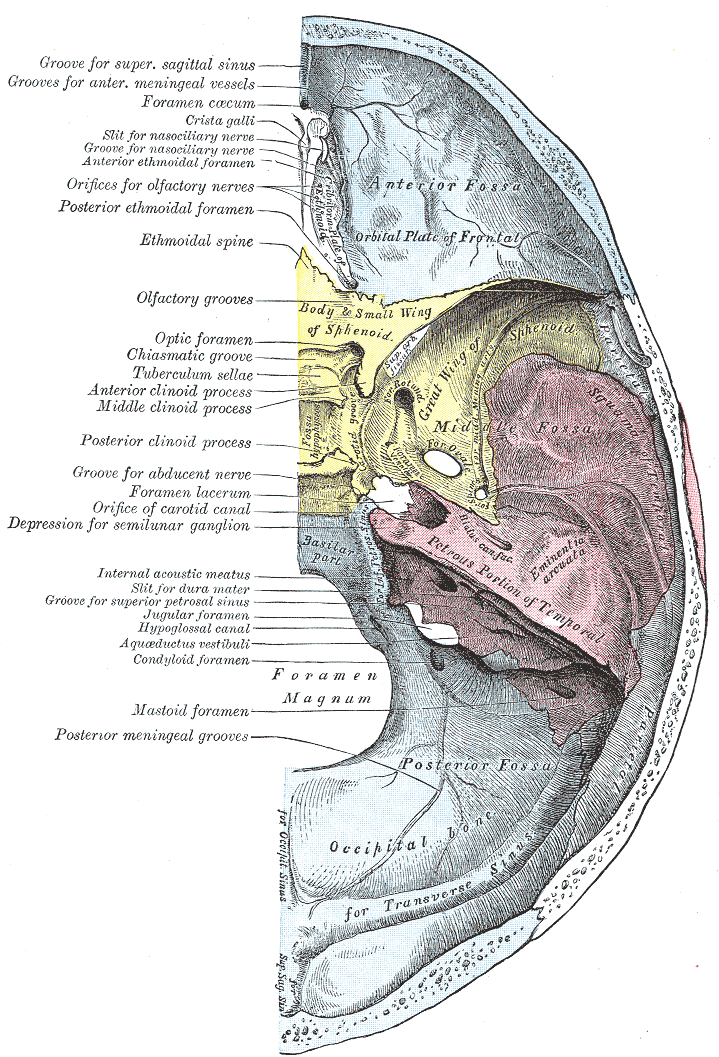
Base del cranio, visto superiormente

Veduta superiore della base del cranio:
- Foro cieco
- Foro ottico
- Foro rotondo
- Foro ovale
- Foro spinoso
- Foro lacero
- Meato acustico interno
- Foro giugulare
- Foro occipitale

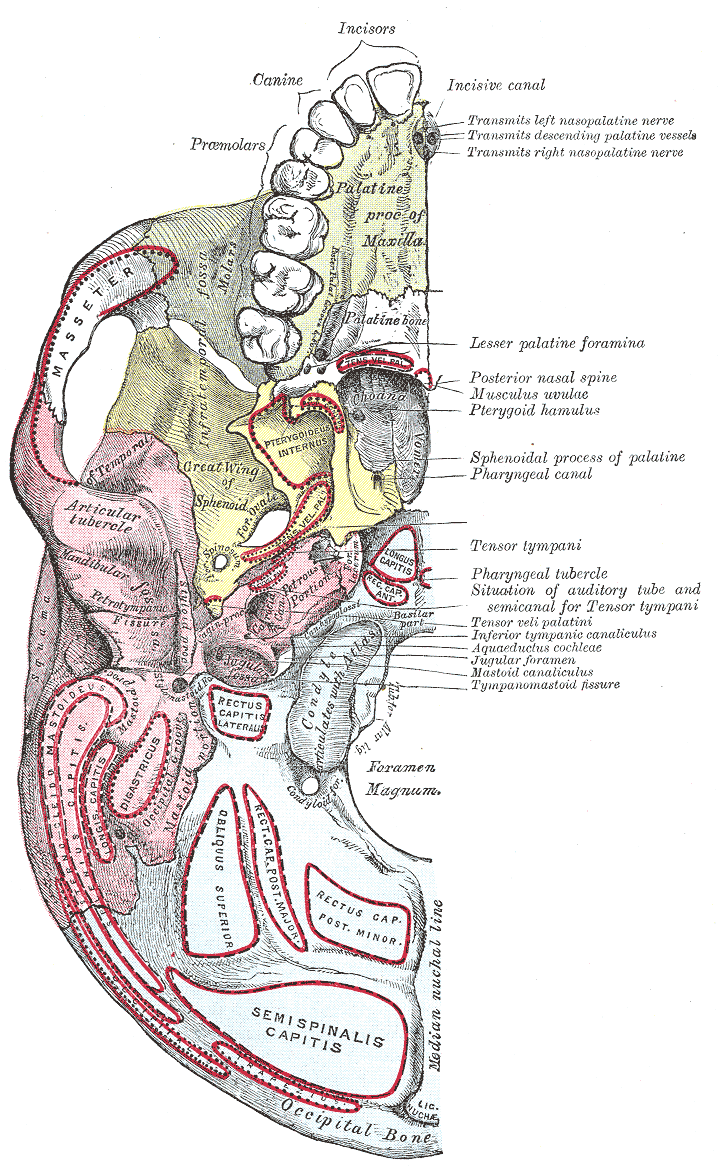
Base del cranio, vista inferiormente

Base del cranio vista inferiormente:
- Fossa incisiva
- Fori palatini (maggiori e minori)
- Foro lacero
- Foro ovale
- Foro spinoso
- Canale carotico
- Fossa giugulare
- Foro mastoideo
- Foro occipitale

Altri fori:
- Foro sopraorbitale
- Foro zigomatico-faciale (posizionato sull'osso zigomatico)
- Foro infraorbitale (posizionato sulla mascella sotto la cavità ottica)
- Foro mentale (posizionato sulla mandibola)
- Foro ottico (posizionato all'interno della cavità ottica)
- Foro sfenopalatino (posizionato nella fossa pterigopalatina, permette la comunicazione fra fossa pterigopalatina e cavità nasali)
- Foro parietale (posizionato sull'osso parietale)
- Meato acustico esterno